# 坐駕
坐駕，又寫為座駕，是臺灣臺南市善化區的一個傳統地域名稱，也是全區行政中心所在地，位於該區中部略偏南，其中一部分並向南南東延伸至邊界。相較於今日行政區，其範圍大致包括坐駕里不含南端、蓮潭里不含東北部及西南端、小新里西部凸出部分的西半部、光文里南部邊界地帶、東關里東南端、文昌里東部邊界地帶北段。
本地區境內主要聚落為坐駕、硯磘（瓦磘）、糖廍，設有善化高中、大成國小。包括坐駕聚落在內的本地區北部，現已發展成為善化市區的一部分。

## 歷史
台灣日治初期，坐駕地區為一街庄，稱為「坐駕庄」（舊制街庄），隸屬於善化里東堡。該庄昔日北與曾文庄、北仔店庄為鄰，東與小新營庄為鄰，南邊為大營庄，西南邊及西邊為灣裡街。
1901年（日治明治三十四年）11月11日，全台廢縣廳改設二十廳，該庄隸屬於臺南廳。1904年（明治三十七年）3月31日，該庄編入「善化里東區」，隸屬於臺南廳。1909年（明治四十二年）10月25日，全台合併二十廳為十二廳，善化里東區仍隸屬於臺南廳。1913年（大正二年）11月4日，善化里東堡、善化里西堡、新化東里轄區調整，該庄改隸屬於善化里西堡。1920年（大正九年）10月1日，全台地方制度大改正，廢十二廳改設五州二廳，該庄改制為「坐駕」大字，隸屬於臺南州新化郡善化庄（新制街庄）。1940年（昭和十五年）6月17日，善化庄改制為善化街。
戰後善化街改制為善化鎮，隸屬於臺南縣，大字亦改制為里。1950年（民國39年）10月25日，雲、嘉、南分治，善化鎮仍隸屬於臺南縣。2010年（民國99年）12月25日，臺南縣、市合併為直轄臺南市，善化鎮改制為善化區。

## 聚落
本地區發展較早的聚落為坐駕、埔羗林（已消失）、硯磘（瓦磘）、糖廍，在日治初期的官方地圖上已有記載。包括坐駕聚落在內的本地區北部地帶，現已發展成為善化市區的一部分。

## 交通
台鐵縱貫線是台灣西部南北向鐵路幹線，經過本地區東部，並在北部邊界外緣設有善化車站。該站屬二等站，停靠部分自強號、莒光號及全部區間快車、區間車；由此可前往台鐵沿線各站。
省道台19甲線是鹽水區鹽水至梓官區赤崁的幹道，經過本地區西北部的善化衍生聚落。由該道路北行可前往麻豆區、下營區、新營區西部、鹽水區，並止於省道台19線轉角路口；南行可前往新市區、新化區、關廟區、高雄市阿蓮區等地。
市道178號是中崙（實際起點長安）至大匏崙的道路，經過本地區北部的善化衍生聚落，其中部分路段與省道台19甲線共線。由該道路西行（大方向）可前往安定區、安南區東北部，並止於省道台17甲線路口；東行可前往山上區西北端、大內區，並止於省道台84線（東西向快速公路－北門玉井線）二溪交流道西北側。
區道南124線是善化至茄拔的道路，其西側端點（起點）位於本地區北部邊界地帶偏東、台鐵善化車站前中山路口。
區道南130線是善化至小新營的道路，其西側端點（起點）位於本地區中部偏北、善化衍生聚落南側的興華路口，由此向東南會經過坐駕聚落東北郊。
區道南137-1線（目加溜灣大道）是益民寮至小新的道路，經過本地區南部。

## 學校
- 善化高中
- 大成國小